# Janjari
Janjari je naseljeno mjesto u sastavu općine Ugljevik, Republika Srpska, BiH.

## Stanovništvo
| Janjari            |              |
| godina popisa      | 1991.        |
| Srbi               | 0            |
| Muslimani          | 635 (97,54%) |
| Hrvati             | 1 (0,15%)    |
| Jugoslaveni        | 6 (0,92%)    |
| ostali i nepoznato | 9 (1,38%)    |
| ukupno             | 651          |